# مارتین ان‌بی‌اس-۱
مارتین ان‌بی‌اس-۱ (به انگلیسی: Martin NBS-1) یک هواگرد ساختِ کارخانهٔ گلن ال. مارتین کمپانی در کشور ایالات متحده آمریکا است که در سال ۱۹۲۰–۱۹۲۲ ساخته شد. نخستین استفاده‌کنندهٔ این هواگرد بنگاه هوایی ارتش ایالات متحده آمریکا بوده‌است. این هواگرد برای نخستین بار در ۳ سپتامبر ۱۹۲۰ میلادی مورد استفاده قرار گرفت.